# The Stand
The Stand (Brasil: A Dança da Morte / Portugal: O Vírus Assassino) é uma minissérie norte-americana de 1994, baseada no romance de mesmo nome, de Stephen King. King também escreveu o roteiro e tem uma participação especial na série. Foi dirigido por Mick Garris e estrelado por Gary Sinise, Miguel Ferrer, Rob Lowe, Ossie Davis, Ruby Dee, Jamey Sheridan, Laura San Giacomo, Molly Ringwald, Corin Nemec, Adam Storke, Ray Walston e Matt Frewer. Originalmente foi ao ar na ABC a partir de 8 de maio de 1994.